# 7,5 cm KwK 40
7,5 cm Kw.k. 40 (нем. 7,5 cm Kampfwagenkanone 40) — немецкая танковая пушка периода Второй мировой войны. Выпускалась в двух вариантах, различающихся длиной ствола: более ранний имел ствол длиной 43 калибра (немецкое обозначение L/43), поздний — 48 калибров (L/48). Использовалась в качестве основного вооружения среднего танка Sd.Kfz. 161 Panzerkampfwagen IV модификаций F2, G, H и J, вариант 7,5 cm Stu.k.40 использовался в самоходно-артиллерийских установках класса штурмовых орудий StuG III и StuG IV и истребителей танков Jagdpanzer IV/48. Оснащались электрозапалом с полуавтоматическим клиновым затвором.
Стоимость пушки составляла 12 500 (L/43) и 13 500 (L/48) рейхсмарок.

## Боеприпасы

### Pzgr.Patr. 39
Полное наименование: Panzergranate 39
- Тип снаряда: бронебойный тупоголовый с баллистическим наконечником
- Начальная скорость: 770 м/с для KwK40/l43 и StuK40/l43 | 792 м/с для KwK40/l48
- Масса снаряда: 6,80 кг
- Взрывчатое вещество: 18 г, гексоген/парафин
- Взрыватель: BdZ 5103 или BdZ 5103* донный
- Масса выстрела: 11,52 кг
- Длина гильзы: 495 мм
- Метательный заряд: 2,410 кг Digl. R.P. G1
- Капсюль: электрический, модель C/22 или C/22 St.

### Pzgr.Patr. 40
Полное наименование: Panzergranate 40
- Тип снаряда: бронебойный подкалиберный
- Начальная скорость: 990 м/с
- Масса снаряда: 4,10 кг
- Взрывчатое вещество: нет
- Взрыватель: нет
- Масса выстрела: 8,61 кг
- Длина гильзы: 495 мм
- Метательный заряд: 2,2 кг, Gu. R.P. 7,7
- Капсюль: электрический, модель C/22 или C/22 St.

### Gr.Patr. 38 HL/B
Полное наименование: Granate Hohlladung, тип B
- Тип снаряда: кумулятивный
- Начальная скорость: 475 м/с
- Масса снаряда: 4,60 кг
- Взрывчатое вещество: n/a
- Взрыватель: A.Z. 38 St
- Масса выстрела: 7,36 кг
- Длина гильзы: 495 мм
- Метательный заряд: 0,43 кг, Gu. Bl. P.-AO
- Капсюль: электрический, модель C/22 или C/22 St.

### Gr.Patr. 38 HL/C
Полное наименование: Granate Hohlladung, тип C
- Тип снаряда: кумулятивный
- Начальная скорость: 450 м/с
- Масса снаряда: 5,0 кг

### 7,5 cm Sprgr.Patr. 34
- Тип снаряда: осколочно-фугасный
- Начальная скорость: 550 м/с (L/48)
- Масса снаряда: 5,75 кг
- Взрывчатое вещество: Fp. 60/40 (аммотол)
- Взрыватель: kl. A.Z. 23 (0,15) umg. nose fuze
- Масса выстрела: 8,71 кг
- Длина гильзы: 495 мм
- Метательный заряд: 0,755 кг, Gu. Bl. P.-AO
- Капсюль: электрический, модель C/22 или C/22 St.

### 7,5 cm KwK 40 L/43
| Боеприпасы      | Масса снаряда | Начальная скорость | Бронепробиваемость при наклоне брони 0° | Бронепробиваемость при наклоне брони 0° | Бронепробиваемость при наклоне брони 0° | Бронепробиваемость при наклоне брони 0° | Бронепробиваемость при наклоне брони 0° |
| Боеприпасы      | Масса снаряда | Начальная скорость | 100 м                                   | 500 м                                   | 1000 м                                  | 1500 м                                  | 2000 м                                  |
| --------------- | ------------- | ------------------ | --------------------------------------- | --------------------------------------- | --------------------------------------- | --------------------------------------- | --------------------------------------- |
| Pzgr 39         | 6,8 кг        | 750 м/с            | 106                                     | 96                                      | 85                                      | 74                                      | 64                                      |
| Pzgr 40         | 4,1 кг        | 930 м/с            | 143                                     | 120                                     | 97                                      | 77                                      |                                         |
| Gr.38 HL/C (0°) | 5,0 кг        | 450 м/с            | 100                                     | 100                                     | 100                                     | 100                                     | 100                                     |

### 7,5 cm KwK 40 L/48
| Боеприпасы | Масса снаряда | Начальная скорость | Бронепробиваемость при наклоне брони 30° | Бронепробиваемость при наклоне брони 30° | Бронепробиваемость при наклоне брони 30° | Бронепробиваемость при наклоне брони 30° | Бронепробиваемость при наклоне брони 30° |
| Боеприпасы | Масса снаряда | Начальная скорость | 100 м                                    | 500 м                                    | 1000 м                                   | 1500 м                                   | 2000 м                                   |
| ---------- | ------------- | ------------------ | ---------------------------------------- | ---------------------------------------- | ---------------------------------------- | ---------------------------------------- | ---------------------------------------- |
| Pzgr 39    | 6,8 кг        | 790 м/с            | 106                                      | 96                                       | 85                                       | 74                                       | 64                                       |
| Pzgr 40    | 4,1 кг        | 990 м/с            | 143                                      | 120                                      | 97                                       | 77                                       |                                          |
| Gr.38 HL/B | 4,6 кг        | 475 м/с            | 75                                       | 75                                       | 75                                       | 75                                       | 75                                       |
| Gr.38 HL/C | 5,0 кг        | 450 м/с            | 90                                       | 90                                       | 90                                       | 90                                       | 90                                       |

## Список танков и САУ, вооружённых 7,5 cm KwK 40

### Ранний вариант L/43
- Sd.Kfz. 161/1 Panzerkampfwagen IV Ausf. F/2
- Sd.Kfz. 161/1 Panzerkampfwagen IV Ausf. G
- Sd.Kfz. 142/1 Sturmgeschütz III (StuG III) Ausf. F

### Поздний вариант L/48
- Sd.Kfz. 161/2 Panzerkampfwagen IV Ausf. H
- Sd.Kfz. 161/2 Panzerkampfwagen IV Ausf. J
- Sd.Kfz. 142/1 Sturmgeschütz III (StuG III) Ausf. F/8
- Sd.Kfz. 142/1 Sturmgeschütz III (StuG III) Ausf. G
- Sd.Kfz. 167 Sturmgeschütz IV (StuG IV)
- Sd.Kfz. 162 JagdPanzer IV (JagdPz IV/48)